# Misson
Misson je naselje in občina v francoskem departmaju Landes regije Akvitanije. Naselje je leta 2009 imelo 702 prebivalca.

## Geografija
Kraj leži v pokrajini Gaskonji 20 km jugovzhodno od Daxa.

## Uprava
Občina Misson skupaj s sosednjimi občinami Cagnotte, Estibeaux, Gaas, Habas, Labatut, Mimbaste, Mouscardès, Ossages, Pouillon in Tilh sestavlja kanton Pouillon s sedežem v Pouillonu. Kanton je sestavni del okrožja Dax.

## Zanimivosti
- cerkev sv. Janeza Krstnika;